# Fuseliers
De fuseliers (Caesionidae) vormen een familie van baarsachtige vissen. De vissen leven in grote scholen in het tropische deel van de Indische en Grote Oceaan, in de buurt van koraalriffen. De vissen eten grotere zoöplanktondieren en zijn zelf een belangrijke voedselbron voor grotere roofvissen.

## Geslachten
- Caesio (Lacepède 1801)
- Dipterygonotus (Bleeker 1849)
- Gymnocaesio (Bleeker 1876)
- Pterocaesio (Bleeker 1876)